# Tomasa, la de San Telmo
Tomasa, la de San Telmo fue una telenovela argentina que se transmitió por Canal 13 en 1970.
Protagonizada por Elizabeth Killian y Germán Kraus, coprotagonizada por Gabriela Gili. Con la participación antagónica de Cristina Murta.

## Guion
La telenovela fue escrita por Raúl Delgado Cué, también reconocido por ser autor de la telenovela Soledad, un destino sin amor (1970).

## Elenco
- Elizabeth Killian - Tomasa Álvarez de Morales
- Germán Kraus - Leonardo Morales
- Cristina Murta - Mariana
- Gabriela Gili - Viridiana Kaufmann
- Luisina Brando - Inés
- Alfonso de Grazia - Martín Morales
- Iván Grondona - Juárez
- Luis Politti - Francisco
- Elsa Piuselli - Eloísa
- Lía Casanova - Carmen
- Tina Helba - Angélica
- Lucio Deval - Fernando
- María Maristani - Perla

## Equipo técnico
- Historia original: Raúl Delgado Cué
- Dirección: Carlos Escalada